# Karl Gustav von Sandrart
Karl Gustav von Sandrart (9 de junio de 1817, Stettin - 27 de enero de 1898, Hannover) fue un general de Infantería prusiano.

## Biografía

### Origen
Karl Gustav era hijo del general de Caballería prusiano Wilhelm von Sandrart (1773-1859) y de su esposa Elisabeth Auguste, de soltera Meister (1792-1858).

### Carrera militar
Sandrart estudió en el liceo de la abadía de Santa María de su villa natal e ingresó en el Ejército prusiano como voluntario del 2º Regimiento de infantería el 15 de noviembre de 1833. Siguió su promoción al grado de subteniente el 23 de noviembre de 1835, y como tal recibió la orden de seguir una formación complementaria en la Academia Militar Prusiana entre el 8 de octubre de 1839 y el 31 de julio de 1842. Tomó parte en los combates callejeros en Berlín en 1848, y después en la Primera Guerra de Schleswig. Participó en las batallas de Bau, Schleswig, Kolding y Fredericia. En el curso de los combates en Hadersleben, fue herido en el muslo y recibió la Orden del Águila Roja de 4ª clase con espadas. En 1852 es promovido a capitán y poco después es transferido al Estado Mayor General como topógrafo-conductor. En 1856 es promovido a mayor.
Sandrart adquirió experiencia internacional en Marruecos en 1859/60, donde fue agregado al estado mayor del general español O'Donnell y fue testigo de la batalla de Samsa y Vad Râs así como de la batalla de Tetuán.
En 1863, es promovido a coronel y en 1864 es nombrado comandante del 9º Regimiento de infantería, con el que toma parte en las batallas de Gitschin y Sadowa durante la guerra austro-prusiana en 1866, à la suite. Después es relavado de su puesto y situado a la cabeza de la 23ª Brigada de infantería. Su promoción al grado de mayor general sigue su nominación al puesto de comandante de brigada el 31 de diciembre de 1866.
Con el inicio de la guerra franco-prusiana, es situado a la cabeza de la 9ª División de infantería con la que toma parte, entre otras, en la batalla de Frœschwiller-Wœrth, en la batalla de Sedán y la batalla del Monte Valérien. Con esta función, alcanza el reconocimiento de su comandante general, Hugo von Kirchbach, y del príncipe heredero de Prusia Federico. Por su desempeño, el príncipe heredero solicita la Orden Pour le Mérite para Sandrart en un informe a Guillermo I fechado el 3 de febrero de 1871.
Por orden del gabinete de 15 de febrero de 1871, al Alto Mando del III. Ejército, el rey otorgó a Sandrart la más alta condecoración prusiana por valentía.
Después de la guerra, el 20 de marzo de 1871, Sandrart se convierte en comandante de la 30ª División de infantería, que estaba establecía en Alsacia-Lorena. Poco después, fue promovido a teniente general el 18 de agosto de 1871. Abandona el mando el 10 de octubre de 1873 y toma seguidamente la jefatura de la 10.ª División de infantería. Como tal, recibió la Orden del Águila Roja de primera clase con hojas de roble y espadas sobre anillo en ocasión de la fiesta de la Orden en enero de 1875 y la Cruz y Estrella de Comandante de la Orden de Hohenzollern. Aunque estaba destinado a tomar la jefatura de un cuerpo de ejército, Guillermo I duda de si confiarle ese puesto, ya que Sandrart es víctima de un ataque cerebral en 1879. El rey le da entonces una licencia de seis meses para que recupere la salud. Pero su salud no mejora, y es puesto a disposición el 15 de julio de 1880 con su pensión y el carácter de general de infantería.
Muere en Hannover en 1898 y es enterrado junto a su esposa en Coblenza.

## Familia
Sandrart se casó el 7 de noviembre de 1861 en Coblenza con Wilhelmine Ida Rosa Blanka von Hirschfeld (1828-1897). Ella era hija del general de infantería Moritz von Hirschfeld. El matrimonio tuvo tres hijas:
- Waltraut Ida Auguste (nacida en 1862), casada el 5 de enero de 1888 en Hannover con Eugen von Hirschfeld, general prusiano.
- Viola Sarah Blanka (nacida en 1864), casada el 17 de septiembre de 1885 con Adolf von Kritter (1850-1899), mayor prusiano, hijo del teniente general prusiano Adolf von Kritter.
- Maria Blanka (1865-1873).

## Condecoraciones
- Orden de San Fernando en 1859
- Orden rusa de Santa Ana de 2ª clase el 24 de septiembre de 1865
- Orden de la Corona de 3ª clase con espadas el 20 de septiembre de 1866
- Cruz de Hierro (1870) el 18 de octubre de 1870
- Caballero de la Orden Militar de Max Joseph de Baviera el 14 de noviembre de 1870
- Medalla al Mérito Militar de Lippe el 26 de febrero de 1871